# Tuberculosis de los mamíferos
La tuberculosis de los mamíferos (antes conocida como tuberculosis bovina) o infección por el complejo Mycobacterium tuberculosis, es una enfermedad infecto-contagiosa crónica y debilitante producida por bacterias pertenecientes al complejo Mycobacterium tuberculosis (M. tuberculosis, M. bovis, M. caprae, M. pinnipedii, M. africanum, M. microti y M. canettii). El agente causal aislado con mayor frecuencia en animales domésticos es M. bovis y en segundo lugar, en un grado mucho menor, M. caprae, siendo la prevalencia de la infección por las demás especies muy baja en comparación con las anteriores.
Se trata de una enfermedad multihospedadora cuyo agente etiológico (M. bovis principalmente) es capaz de infectar a una gran variedad de especies, tanto domésticas (bóvidos, caprinos, ovinos, camélidos y suidos, entre otras) como salvajes [tejón europeo (Meles meles), ciervo rojo (Cervus elaphus), jabalí (Sus scrofa), corzo (Capreolus capreolus), gamo común (Dama dama) y lince ibérico (Lynx pardinus), además de al ser humano, por lo que se trata de una zoonosis.

## Agente etiológico y transmisión
Mycobacterium bovis, así como las demás especies comprendidas en el complejo M. tuberculosis, es un bacilo ácido-alcohol resistente, Gram-positivo, aerobio, inmóvil, no esporulado y de crecimiento lento, capaz de sobrevivir durante meses en el medio ambiente, incluido en la familia Mycobacteriaceae.
La transmisión se produce principalmente por vía aerógena por la inhalación de gotitas de Pflügge originadas por un animal infectado. Esta transmisión aumenta en el caso de animales estabulados debido a la proximidad de unos con otros. Otra vía de transmisión menos frecuente es la digestiva, descrita en terneros al mamar e incluso en personas por el consumo de leche o queso crudo sin pasteurizar, siendo también posible esta ruta de infección por ingesta o manipulación de órganos infectados, así como de agua o pastos contaminados por restos de heces u orina. La transmisión por vía congénita, sin embargo, es muy excepcional.

## Epidemiología

### Situación global
Según la Organización Mundial de Sanidad Animal (OIE), la tuberculosis bovina es una enfermedad distribuida mundialmente, presente en 12 países de Asia, 18 países de Europa, 30 países de África, 20 países de América del Norte, Centroamérica y América del Sur y 2 países de Oceanía. Su distribución real es posiblemente aún mayor, ya que hay numerosos países en los que la información disponible es limitada.
La tuberculosis bovina es una de las enfermedades que se incluyen en el Código Sanitario para los Animales Terrestres de la OIE como patología de notificación obligatoria, además de ser incluida en la lista de enfermedades de declaración obligatoria (EDO) desde el año 1995 según el Real Decreto 2210/1995, de 28 de diciembre, por el que se crea la red nacional de vigilancia epidemiológica.
Su importancia es debida principalmente a su capacidad zoonósica. Si bien es cierto que Mycobacterium tuberculosis es el causante de tuberculosis (una enfermedad que afecta a más de un cuarto de la población mundial según la Organización Mundial de la Salud) “evidencias sustanciales sugieren que la importancia de M. bovis, podría ser subestimada en los seres humanos como causa de tuberculosis zoonótica”. Si bien es cierto que es complicado cuantificar con precisión los casos de tuberculosis por M. bovis, en 2020 se estimaron entre 69.800 y 235.000 nuevos casos de tuberculosis zoonótica, procedentes principalmente de África y Asia, aunque se estima que este dato debe estar infraestimado.
En Europa los esfuerzos por controlar la tuberculosis bovina están plenamente respaldados por la Comunidad Económica Europea (CEE) desde la implantación de la Directiva del Consejo 391/77/CEE, de 17 de mayo de 1977, por la que se establece una acción de la Comunidad para la erradicación de la brucelosis, de la tuberculosis y de la leucosis de los bovinos, así como la Directiva 78/52/CEE y la Directiva 64/432/CEE. Estas directivas se encuentras hoy en día derogadas y han sido sustituidos por el Reglamento (UE) 2016/429 del Parlamento Europeo y del Consejo del 9 de marzo de 2016 relativo a las enfermedades transmisibles de los animales y por el que se modifican o derogan algunos actos en materia de sanidad animal («Legislación sobre sanidad animal»). Gracias a estos marcos reglamentarios países como República Checa (2002), Alemania (2005), Suecia (2005), Lituania (2010), Suiza (2014), Eslovenia (2015), Malta (2018), entre otros, han conseguido la erradicación de la enfermedad.

### Situación en España
En España la estrategia para conseguir la erradicación de la tuberculosis bovina pasa por una serie de medidas incluidas en los marcos reglamentarios de nuestro propio país como son el Real Decreto 2611/1996, de 20 de diciembre, y sus modificaciones, por el que se regulan los programas nacionales de erradicación de enfermedades de los animales, así como el Real Decreto 1440/2001, de 21 de diciembre, en concordancia con las directivas europeas, todas dependientes del Ministerio de Agricultura, Pesca y Alimentación (MAPA).
En los últimos 15 años la prevalencia de tuberculosis en rebaños en España se ha mantenido en niveles similares, con un descenso paulatino hasta el año 2013 donde comenzó un ascenso hasta niveles similares a los de 2001 (2,83%). En 2020, según los últimos datos ofrecidos por el MAPA, la prevalencia de rebaño ha disminuido de nuevo hasta un 1,61%.
En España, según el Real Decreto 2611/1996, los rebaños se califican en:
- T1: se desconocen los antecedentes clínicos y la situación en cuanto a la reacción de la tuberculina, en los últimos dos años.
- T2 positivo: aquel que, sin haber alcanzado aún la calificación de oficialmente indemne de tuberculosis bovina, contiene al menos un animal que no ha sido sometido a las pruebas de diagnóstico o no las ha superado con resultado favorable.
- T2 negativo: aquel que, sin haber alcanzado la calificación de oficialmente indemne de tuberculosis bovina, tiene un censo que ha superado con resultado favorable al menos una de las pruebas de diagnóstico.
- T3: oficialmente indemnes de tuberculosis.
- Ts: aquel al que se le ha suspendido la calificación sanitaria tipo T3.

El 96,93% tiene una calificación tipo T3, y el 98,08% fueron negativos en la última prueba de diagnóstico realizada en 2021. La incidencia de tuberculosis bovina en España presenta una distribución irregular, existiendo una mayor prevalencia en zonas como Andalucía (6,43%), Castilla-La Mancha (10,97%) y Extremadura (5,32%), mientras que en Baleares (0,00%), Canarias (0,00%), Cataluña (0,05%), Galicia (0,03%), Murcia (0,00%) País Vasco (0,05%) la enfermedad está erradicada y han sido declarados como libres de la infección por el complejo M. tuberculosis o están en proceso de hacerlo.
Estos datos tan dispares son principalmente debidos a las diferencias en los sistemas de producción bovina. Mientras que en Galicia el 62,21% de las vacas mayores de 2 años son de aptitud lechera, ganado que empezó a ser saneado de manera exhaustiva antes que el de carne, en Extremadura apenas el 0,5% fundamenta su actividad en la producción de leche. El sistema extensivo en el que se basa la producción cárnica en España, especialmente en Extremadura y Andalucía, hace mucho más difícil la erradicación de la enfermedad. Suelen ser explotaciones con un manejo del ganado muy complicado, localizados en zonas de difícil acceso, que comparten pastos comunales entre unas explotaciones y otras, y que sobre todo, están en contacto con otras especies tanto domésticas como de vida libre (cabras, jabalís, ciervos, etc.) que pueden estar infectadas (en ocasiones con altas prevalencias). Unido a las limitaciones diagnósticas, en las que las pruebas utilizadas no presentan una especificidad y sensibilidad del 100%, estos factores son los que en gran medida han sido causantes del lento progreso del Programa Nacional de Erradicación de la Tuberculosis Bovina.

## Patogenia
La patogenicidad de M. bovis se basa en cuatro aspectos: 
1. Capacidad de multiplicación en el interior de los macrófagos del hospedador
2. Resistencia a la fagocitosis
3. Respuesta inflamatoria crónica con desarrollo de granulomas
4. Evolución pausada de la infección.

En animales que nunca han sufrido la enfermedad se inicia con la primera fase de la infección o primoinfección, producida por la entrada de micobacterias (normalmente por vía aérea) y su penetración en el tejido pulmonar donde producen una lesión inicial, localizada, exudativa, que tiende rápidamente a la caseificación y a la calcificación. A partir de ahí, las micobacterias son capaces de infectar linfonódulos regionales (pulmonares y retrofaríngeos). Al conjunto de esta lesión se la conoce como complejo primario. Si la vía de entrada ha sido otra (como, por ejemplo, la digestiva) se pueden observar complejos primarios en otras localizaciones.
Las bacterias localizadas en el pulmón y linfonódulos van a ser captadas por macrófagos, produciéndose una respuesta inmunitaria muy intensa y continuada. Al ser resistentes a la fagocitosis se produce una gran liberación de citoquinas (como el IFN-γ) que atrae a más células inflamatorias a la zona, y como resultado se origina una reacción inflamatoria lenta y crónica formando la lesión característica de la tuberculosis: el granuloma. A nivel histológico, el granuloma está formado por un centro de necrosis caseosa donde se encuentra el agente causal, rodeado por células gigantes de Langhans y células epitelioides, y más periféricamente por macrófagos, linfocitos y fibroblastos.
En este momento se pueden producir dos situaciones: 
1. Resolución del proceso infeccioso con la encapsulación del nódulo granulomatoso, iniciando un estado de latencia o que terminará reorganizándose hasta formar una fibrosis de tejido conjuntivo con pérdida del parénquima y funcionalidad.[25]
2. Fallo de la inmunidad celular, dando lugar a una diseminación generalizada.

En el primer caso el animal no adquiere inmunidad total frente al patógeno, pero sí cierta inmunidad específica de tipo celular que evita la diseminación linfática y/o hematógena, pero que aun así permite la diseminación en el propio órgano infectado. Este tipo de infección post-primaria se produce en la mayoría de los casos en el pulmón, y se caracteriza por un reblandecimiento e hiperplasia del tejido pulmonar, y por la formación de nódulos de color amarillento y cavernas pulmonares por confluencia de los mismos.
En el segundo caso, la diseminación se produce vía linfática y/o hematógena, permitiendo el desarrollo de nódulos granulomatosos en diferentes localizaciones (riñón, bazo, hígado, linfonódulos, útero, encéfalo y pericardio) debido a una respuesta inmune totalmente ineficaz que conduce al animal, en última instancia, a la muerte, aunque esta es poco común. En este último periodo los animales se encuentran en un estado anérgico que provoca que los resultados a pruebas como la intradermotuberculinización (IDTB) sean negativos.
En el caso de España, al estar vigente un plan de erradicación contra la tuberculosis bovina, es atípico observar animales con cuadros clínicos crónicos, que se caracterizan por ser muy inespecíficos (caquexia, tos frecuente y dolorosa con producción de secreciones bronquiales, disnea, disminución de la producción láctea, fiebre, etc.). Lo más frecuente son infecciones en fase de complejo primario que no producen signos clínicos debido al pequeño tamaño de las lesiones, pero que sí que son en gran medida detectables por las técnicas de diagnóstico actuales.

## Diagnóstico

#### Intradermotuberculinización
La prueba de intradermotuberculinización simple (IDTB simple) consiste en provocar una reacción de hipersensibilidad retardada (tipo IV) a nivel intradérmico tras la inoculación de un derivado proteico purificado de cultivo de Mycobacterium bovis cepa AN-5 (PPD Bovina), también denominada como tuberculina. Tal reacción solo es observada en aquellos animales cuyo sistema inmune ha estado en contacto previo con bacterias del complejo M. tuberculosis, es decir, que han padecido una infección por el agente causal de la tuberculosis bovina. Es el equivalente a la prueba de Mantoux en humanos.
La administración de la solución inyectable de PPD bovina se realiza en animales a partir de las 6 semanas de edad mediante el uso de pistolas de inoculación intradérmica entre el primer y segundo tercio del cuello, previo rasurado y limpiado de la zona. A continuación se toma un pliegue cutáneo entre el dedo índice y el pulgar, y con la ayuda de un cutímetro se mide el espesor. Una vez anotada la medida se procede a la inyección confirmando siempre que se ha realizado de forma correcta; para ello se debe palpar un bulto del tamaño de un guisante en la zona inoculada. La reacción inflamatoria será medida otra vez a las 72 ± 4 horas post-inyección y se anotará el resultado según lo establecido en la Directiva 64/432/CEE.
En la interpretación de los resultados es necesario que el veterinario no se fije solamente en la diferencia entre las mediciones de las dos lecturas, sino que es de suma importancia la valoración de los signos clínicos observados tanto en la zona de inoculación como en los linfonódulos y conductos linfáticos adyacentes. Según estos resultados, en concordancia con lo establecido por la Directiva 64/432/CEE, los animales son clasificados en:
- Resultado negativo: incremento del espesor del pliegue cutáneo < 2 mm y ausencia total de signos clínicos tales como edema, necrosis o escara (costra de color oscuro en la zona de inoculación), exudación, dolor y/o reacción inflamatoria de los linfonódulos o conductos linfáticos regionales.

- Resultado dudoso: incremento del espesor del pliegue cutáneo > 2 mm y < 4 mm con ausencia total de signos clínicos.

- Resultado positivo: incremento del espesor del pliegue cutáneo ≥ 4 mm y/o presencia de cualquier signo clínico descrito anteriormente.

Aquellos animales cuyo resultado a la prueba de IDTB simple sea dudoso deberán ser aislados del resto del rebaño y se les someterá de nuevo a la prueba en un plazo mínimo de 42 días desde la segunda lectura. En este caso se considerará positivo a todo animal que no cumpla las condiciones correspondientes al resultado negativo. Todo animal positivo a la prueba de IDTB simple deberá ser sacrificado según lo dispuesto por el Real Decreto 2611/1996. Dependiendo de la situación epidemiológica, los criterios pueden aplicarse de una manera más severa, eliminando la denominación de resultado dudoso y considerándose todos los animales con este estatus como positivos a la prueba.
La prueba de IDTB es considerada el epicentro de todos los esfuerzos realizados para erradicar una enfermedad tan importante y con tanta repercusión a nivel global como es la tuberculosis, y por ello es importante que todas las partes implicadas, tanto veterinarios, como los laboratorios y sobre todo los ganaderos, sean conscientes de su trascendencia y aúnen fuerzas, a pesar de los efectos negativos que pueda tener la implantación de este programa, para lograr la erradicación de la enfermedad.
Como alternativa a esta existe la IDTB comparada, en la que además de la inoculación de la PPD bovina, se administra de forma simultánea y adyacente en otra zona rasurada del cuello, un derivado proteico purificado de cultivo de Mycobacterium avium subsp. avium cepa D4 ER (PPD aviar). Su uso es principalmente en aquellos rebaños en zonas de muy baja prevalencia de tuberculosis en los que se sospeche de reacciones cruzadas debido a la infección en el rebaño por otras micobacterias, principalmente Mycobacterium avium subsp. paratuberculosis, agente causante de la paratuberculosis.
La reacción producida en la zona inoculada con la PPD bovina es comparada con la de la PPD aviarː
- Resultado negativo: reacción negativa a la tuberculina bovina o reacción positiva o dudosa a la tuberculina bovina pero igual o inferior a una reacción positiva o dudosa a la tuberculina aviar, con ausencia de signos clínicos.

- Resultado dudoso: reacción a la tuberculina bovina positiva o dudosa y superior en 1 a 4 mm a la reacción a la tuberculina aviar, con ausencia de signos clínicos.

- Resultado positivo:  reacción a la tuberculina bovina superior en más de 4 mm a la reacción a la tuberculina aviar y/o presencia de signos clínicos.

#### Prueba de liberación de Interferón-gamma
Prueba que se utiliza de forma complementaria IDTB en rebaños infectados, a efectos de aumentar la sensibilidad diagnóstica (disminuir falsos negativos) (21), sin embargo basándose en la nueva ley europea de sanidad animal (Reglamento (UE) 2016/429), más específicamente en el Anexo III del Reglamento Delegado (EU) 2020/689, se establece la prueba del interferón-gamma (IFN-γ) como prueba oficial también en explotaciones libres de tuberculosis y para el movimiento de animales en la Unión Europea. Esta es una herramienta de diagnóstico implantada en los planes de erradicación de la tuberculosis bovina en España desde 2006, permitiendo así la reducción del tiempo necesario para la eliminación de la enfermedad en una explotación.
Dicha técnica se fundamenta en que aquellos animales infectados por micobacterias incluidas en el complejo Mycobacterium tuberculosis poseen linfocitos T sensibilizados frente a antígenos de dichas micobacterias. De forma in vitro, estos linfocitos presentes en la sangre son capaces de responder ante estos antígenos, produciendo en su respuesta IFN-γ. Este IFN-γ puede ser detectado mediante una prueba de ELISA.
Para realizar esta técnica es necesario que los animales, con una edad superior a 6 meses, no hayan sido testados con la prueba de la IDTB en los 60 días previos a la extracción de sangre. Si se cumplen estos requisitos se procede a la extracción de una muestra de sangre en un tubo de 10 ml con heparina de litio, que mantenida posteriormente a temperatura ambiente (nunca refrigerada o congelada), debe ser transportada al laboratorio correspondiente para la estimulación/procesamiento de las muestras de sangre con la mayor brevedad posible, siempre dentro de las primeras 8 horas tras la extracción de la muestra. Cualquier percance que pueda suponer un riesgo para la viabilidad de los linfocitos (tiempo prolongado entre recogida y estimulación, temperaturas extremas) puede luego afectar a la calidad de los resultados.
Una vez las muestras ya se encuentran en el laboratorio es cuando se procede a la realización del ensayo. Primero se distribuye cada muestra en tres alícuotas, a las cuales se les estimulará con PBS, PPD aviar y PPD bovina (las mismas PPDs utilizadas por los veterinarios en la realización de la IDTB para las campañas de saneamiento). Estas muestras son incubadas durante 16-24 horas a 37 ± 1 °C en una atmósfera húmeda. Al finalizar, las muestras se centrifugan y se extrae el sobrenadante (plasma) de cada una de las tres alícuotas en las que dividimos la muestra inicial para realizar así la detección de IFN-γ mediante un ELISA. Los resultados obtenidos según la respuesta de las muestras a la estimulación con PPD bovina con respecto a la PPD aviar y el PBS son interpretados según el kit utilizado por el laboratorio y acorde con el "Programa Nacional de Erradicación de la Tuberculosis Bovina". Los animales positivos a la prueba de IFN-γ deben ser sacrificados según el Real Decreto 2611/1996.

#### Pruebas de base humoral
Las pruebas de base humoral son aquellas destinadas a la identificación de anticuerpos en una muestra, principalmente de sangre, aunque también se puede realizar de otros fluidos como saliva, leche o heces, de un animal que haya tenido contacto con el patógeno, en este caso con M. bovis. En el caso de la tuberculosis bovina, estás pruebas son de gran uso pues son baratas, rápidas y generalmente fáciles de realizar (no requieren estimulación antigénica ni de varias visitas a la granja), pero presentan el inconveniente de que presentan una especificidad y sensibilidad menor que las pruebas de la IDTB e IFN-y, ya que la respuesta de base humoral solo es detectable en estadios avanzados de la enfermedad y depende mucho de la variabilidad genética individual de cada animal por lo que no están aceptadas como pruebas oficiales en los planes de erradicación de la tuberculosis bovina europeos. Sin embargo, el hecho de que sean baratas las hace gran candidatas para ser utilizadas en países con bajos recursos económicos y con una alta prevalencia de tuberculosis, así como para analizar la prevalencia de tuberculosis en animales salvajes ya que requieren de poco manejo en comparación con las anteriores.
Entre las pruebas serológicas existen distintas opciones:
- Ensayo inmunoenzimático (ELISA)
- Ensayo de polarización de fluorescencia (FPA)
- Test de flujo lateral (LFA) o rapid test-RT
- Inmunoensayo de impresión multiantígeno (MAPIA)
- Inmunoblot o ensayo de electroforesis.

#### Cultivo e identificación por PCR
En animales positivos a las pruebas de IDTB e IFN-γ y en aquellos órganos que presenten lesiones compatibles con tuberculosis en la inspección en el matadero se debe realizar una toma de muestras para su envío al laboratorio donde se realizará la identificación del agente etiológico. Según la Directiva 64/432/CEE y el manual para la toma de muestras del MAPA, el material patológico para la realización del cultivo microbiológico debe tomarse de linfonódulos y órganos parenquimatosos (pulmón, bazo, hígado, etc.). Una vez recogidos deben ser almacenados de forma aséptica en un bote con cierre de rosca debidamente identificados (identificación del animal, tipo de muestra y fecha de recogida). Para garantizar la conservación de las muestras, se deben refrigerar a 4 °C y ser llevadas al laboratorio en menos de 24-36 horas; en el supuesto que no fuera posible, deben congelarse a -20 °C y enviarse lo antes posible al laboratorio. El transporte y manipulación de las muestras debe llevarse a cabo según lo estipulado en el Real Decreto 664/1997.

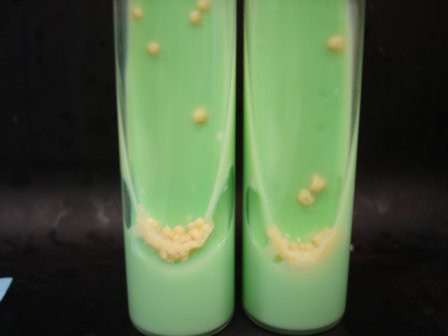
Cultivo sólido Lowëstein-Jensen para crecimiento específico de micobacterias

Existen dos opciones de cultivo dependiendo del medio utilizado:
El cultivo de micobacterias puede realizarse a partir de un medio sólido en tubo de superficie inclinada o de pico de flauta (Löwestein-Jensen, Colestsos o Stonebrink) que presenta la composición específica para el crecimiento de micobacterias. Estos son incubados en una estufa a 37 °C y revisados cada 15 días durante un periodo de tres meses. 
El otro método para el cultivo de micobacterias es a partir de un medio líquido automatizado (BD BACTEC™ MGIT™). Este tipo de medio presenta una rapidez y sensibilidad superior para la detección del crecimiento de micobacterias, además de permitir una mejor recuperación de los aislados que los medios sólidos. Los tubos presentan un sensor de fluoresceína que se activa al disminuir la concentración de O2 debido al metabolismo de las micobacterias al incubarlas a 37 °C. La fluoresceína es medida por un fotodetector de forma automatizada por un equipo que refleja el resultado del cultivo como positivo o negativo.
Para finalizar con la identificación y confirmación de la presencia de bacterias pertenecientes al complejo M. tuberculosis se extrae ADN a partir medios de cultivo positivos, tanto sólidos como líquidos, y se realiza una reacción en cadena de la polimerasa (PCR). Este método tiene una especificidad cercana al 100%, lo que permite obtener resultados fiables de forma inequívoca.

#### Técnicas de caracterización molecular

###### Espoligotipado (DVR-spoligotyping)
La técnica de referencia utilizada para la caracterización molecular de los aislados pertenecientes al complejo M. tuberculosis es la técnica de Direct Variable Repeat-spacer oligonucleotide typing o DVR-spoligotyping. Esta técnica se basa en la amplificación mediante PCR de una región del genoma denominada locus DR (Direct Repeat), compuesta por secuencias repetidas (DR) divididas por secuencias denominadas espaciadores. Estos espaciadores son el producto al que va dirigido la reacción en cadena de la polimerasa, y son detectados mediante hibridación de los productos generados a una membrana que contienen 43 oligonucleótidos unidos covalentemente (denominada como membrana de espoligotipado). Al final del protocolo se obtiene un patrón, denominado perfil de espoligo o espoligotipo, que se caracteriza por la presencia o ausencia de los espaciadores. Este polimorfismo es lo que permite clasificar los aislados en distintas cepas. Esta técnica es específica para especies bacterianas incluidas dentro del complejo M. tuberculosis y permite establecer diferencias entre diferentes aislados y por tanto establecer relaciones epidemiológicas entre brotes de manera sencilla y relativamente asequible.

###### MIRU-VNTR (MVLA)
El genoma de las bacterias incluidas en el complejo M. tuberculosis presentan secuencias repetidas en tándem denominadas regiones satélite. El número de regiones repetidas es variable  - Variable Number Tandem Repeat (VNTR) - dependiendo no solo de la especie si no de la cepa que se analice que en el caso de las micobacterias se denominan como unidades de repetición intercaladas en el genoma o Mycobacterial Interspersed Repetitive Unit (MIRU) en inglés.
Esta técnica se basa en una PCR  que busca determinar el número de repeticiones en tándem en múltiples loci del genoma de las micobacterias - Multiple Locus Variable-number Tandem Repeat Analysis (MVLA) -. El número de repeticiones se calcula dependiendo del tamaño del amplicón en el gel de agarosa. El patrón obtenido basándose en la cantidad de repeticiones observadas en cada uno de los loci evaluados nos permite diferenciar cepas dentro de estas especies y por tanto establecer relaciones epidemiológicas entre muestras.

###### Secuenciación masiva (Whole Genome Sequencing)
La secuenciación masiva (WGS) es un conjunto de técnicas de caracterización molecular que permiten la identificación del genoma completo de una especie, en este caso de las micobacterias. Esta técnica es la que más valor tiene dentro del conjunto de las técnicas moleculares pues permite establecer relaciones inequívocas entre dos aislados, pues no solo tenemos información de una parte de su secuencia de ADN sino de toda ella. Por ejemplo, si se observa que una granja recién infectada lo está por una micobacteria con la misma secuencia que una ya infectada y próxima a esta, se puede determinar el origen de esa infección y analizar de una manera más eficiente como evitar más casos como ese ocurran en un futuro. Esta técnica se emplea cada vez más, pero su uso todavía sigue siendo muy caro en comparación con las técnicas anteriormente mencionadas.